# Hörsten
Hörsten est une commune de l'arrondissement de Rendsburg-Eckernförde, dans le Land du Schleswig-Holstein.

## Géographie
Hörsten est coupé en deux par le canal de Kiel.
| Elsdorf-Westermühlen | Schülp b. Rendsburg |            |
| Hamdorf              | Hörsten             | Jevenstedt |
| Breiholz             |                     | Hamweddel  |